# Bộ Bì (皮)
Bộ Bì, bộ thứ 107 có nghĩa là "da" là 1 trong 23 bộ có 5 nét trong số 214 bộ thủ Khang Hy.
Trong Từ điển Khang Hy có 94 chữ (trong số hơn 40.000) được tìm thấy chứa bộ này.

## Tự hình Bộ Bì (皮)

Kim văn
Đại triện
Tiểu triện

## Chữ thuộc Bộ Bì (皮)
| Số nét bổ sung | Chữ                              |
| -------------- | -------------------------------- |
| 0              | 皮/bì/                           |
| 3              | 皯/cán/                          |
| 5              | 皰/pháo/ 皱/trứu/                |
| 6              | 皲/quân/                         |
| 7              | 皳/cầu/ 皴/thuân/                |
| 8              | 皵/thước/                        |
| 9              | 皶/tra/ 皷/cổ/ 皸/quân/ 皹/quân/ |
| 10             | 皺/trứu/                         |
| 11             | 皻/tra/                          |
| 12             | 皼/cổ/                           |
| 13             | 皽/cha/                          |
| 15             | 皾/độc/                          |